# Lepidobatrachus laevis
El escuerzo de agua (Lepidobatrachus laevis) es una especie de anfibio anuro de la familia Ceratophryidae. Se distribuye por Argentina, Bolivia y Paraguay.

## Cultura popular
Fotos de este anfibio acompañadas de la frase en inglés "It's Wednesday my dudes" se han hecho populares en el sitio reddit, especialmente en el subreddit me_irl.